# 鄂尔浑碑铭

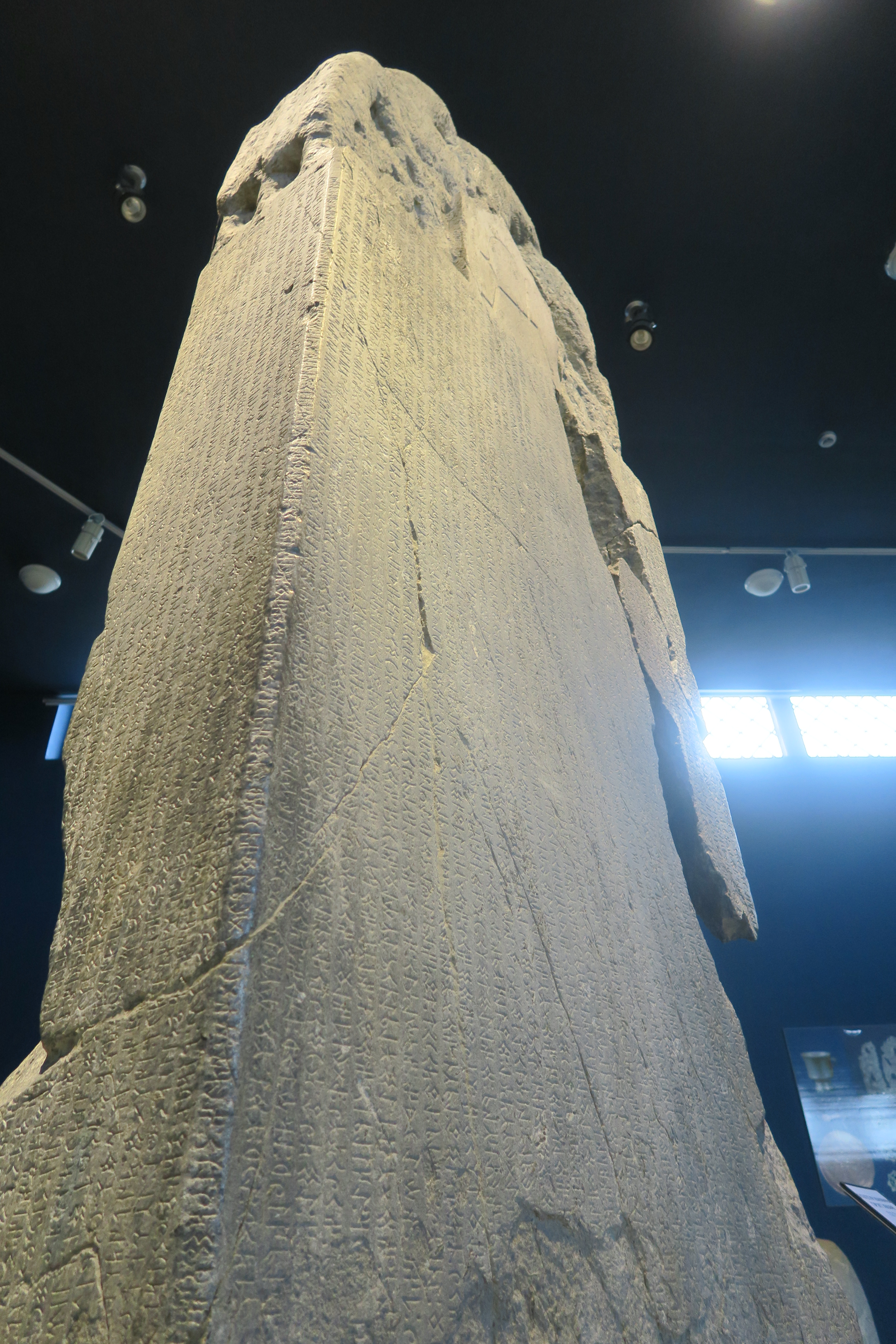
鄂尔浑河的阙特勤碑，位于蒙古国前杭爱省Kharkhorin的鄂尔浑博物馆

鄂尔浑碑铭是指在外蒙古（今蒙古国）鄂尔浑河流域出土的公元8世纪石碑上的铭文。其中古突厥语部分用古突厥文写成，是突厥语族语言最早的文字记录。
后突厥汗国时期的碑刻有阙特勤碑、毗伽可汗碑、暾欲谷碑等。
回纥汗国时期的碑刻有磨延啜碑、九姓回鶻可汗碑等。